# Galeopterus variegatus
O Galeopiteco (Galeopterus variegatus) é uma espécie de colugo (pertence à família Cynocephalidae). É a única espécie descrita para o gênero Galeopterus.

## Hábitos e estilo de vida
Os galeopitecos vivem sozinhos ou então em pequenos grupos pouco conectados. São mamíferos arbóreos e seres, principalmente, noturnos, sendo que, durante o dia, dormem entre a folhagem densa no alto das árvores.
Eles agarram-se ao tronco das árvores ou à parte inferior dos seus ramos através dos seus quatro membros. A escalada envolve que o animal estique primeiro as suas duas patas dianteiras e, de seguida, as suas duas patas traseiras, o que, para os observadores, se assemelha a um salto estranho.
Quando ameaçados eles ou sobem para o cimo das árvores ou ficam imóveis. Comportamento necessário visto que estes animais, quando no chão, são inofensivos e indefesos. Enfim, uma presa fácil!

## Comportamento e alimentação
O galeopiteco é um hábil escalador, porém um ser impotente no chão. Ele possui uma membrana que, a partir do pescoço, se estende ao longo dos membros, até chegar à ponta dos dedos da mão, dedos do pé e unhas. Esta membrana é comum nos colugos e no esquilo voador, designando-se patágio.
Os galeopitecos podem planar a altitudes superiores a 100 m, com uma perda de altitude muito diminuta, contudo o vento ou a chuva forte podem afetar-lhe os movimentos. Eles precisam de uma determinada distância entre a sua pele e os corpos que os rodeiam para evitar ferimentos. Apesar de todos estes contratempos, há uma vantagem no planar. Essa capacidade aumenta o acesso de um colugo ao alimento que dispõe para sobreviver, sem o expor aos outros predadores.
Em geral, a dieta dos galeopitecos consiste, basicamente, em folhas. Mais especificamente de folhas com menos potássio e nitrogénio e com mais tanino. Alimenta-se também de botões e brotos de flores, da flor do coco, da flor do durião, frutos e seiva de árvores que seleciona. Também se alimenta de insetos em algumas localidades. Visto isto, o alimento do galeopiteco depende, maioritariamente, da localidade em que se encontra e do seu tipo de vegetação e disponibilidade de alimento.

## Distribuição e habitat
Pode ser encontrado no Camboja, Laos, Vietnã, Tailândia, Mianmar, Malásia, Singapura, Brunei e Indonésia  e nas ilhas adjacentes.  O galeopiteco vive em localidades com diferentes tipos de vegetação, dentre elas, florestas primárias e secundárias, plantações de borracha e coco, pomares de fruta, manguezais, planícies e áreas montanhosas, contudo nem todas os habitats mencionadas podem conter grandes populações de colugos.